# 伏島良平
伏島 良平（ふせじま　りょうへい、1970年4月10日 - ）は、千葉県船橋市出身の元プロ野球選手（捕手、内野手）。

## 来歴・人物
千葉県の市立船橋高校では、立石尚行とバッテリーを組んで3年春にセンバツ出場。
専修大学への進学と言われるなか、1988年のドラフト外で巨人に入団。
一軍公式戦出場のないまま、内野手に転向した1996年限りで引退。
引退後は千葉商科大学でコーチを務める。

## 詳細情報

### 年度別打撃成績
- 一軍公式戦出場なし

### 背番号
- 95（1989年 - 1996年)